# ما وراء الطبيعة (مسلسل)
ما وراء الطبيعة هو مسلسل دراما ورعب خارق للطبيعة مصري من إنتاج سنة 2020، ومن إخراج عمرو سلامة وماجد الأنصاري، ومن تأليف أحمد خالد توفيق، ومن إنتاج محمد حفظي ونتفليكس، ويُعتبر أول إنتاج مصري لنتفليكس، ومن بطولة أحمد أمين، ورزان جمال، وسماء إبراهيم، وآية سماحة.

## قصة المسلسل
في حقبة الستينيات من القرن العشرين، يعيش طبيب اسمه "رفعت إسماعيل"، أستاذ أمراض الدم في الجامعة، وسط عالم مليء بالقصص الخارقة للطبيعة، والأحداث الغامضة التي خاضها بنفسه أو سُردت له، وتعاونه زميلته الاسكتلندية «ماجي» في كافة مغامراته.

## طاقم التمثيل
- أحمد أمين بدور رفعت إسماعيل
- رشدي الشامي بدور رضا إسماعيل
- رزان جمال بدور ماجي
- سماء إبراهيم بدور رئيفة
- آية سماحة بدور هويدا
- ريم عبد القادر بدور شيراز
- عبد السميع عبد الله بدور الدكتور كمال

## الحلقات
| ر. الإجمالي | ر. في الموسم | العنوان                | المخرج        | الكاتب     | تاريخ العرض الأصلي |
| ----------- | ------------ | ---------------------- | ------------- | ---------- | ------------------ |
| 1           | 1            | «أسطورة البيت»         | عمرو سلامة    | عمرو سلامة | 5 نوفمبر 2020      |
| 2           | 2            | «أسطورة لعنة الفرعون»  | ماجد الأنصاري | محمود عزت  | 5 نوفمبر 2020      |
| 3           | 3            | «أسطورة حارس الكهف»    | ماجد الأنصاري | دينا ماهر  | 5 نوفمبر 2020      |
| 4           | 4            | «أسطورة الندّاهة»       | ماجد الأنصاري | عمر خالد   | 5 نوفمبر 2020      |
| 5           | 5            | «أسطورة الجاثوم»       | عمرو سلامة    | محمود عزت  | 5 نوفمبر 2020      |
| 6           | 6            | «أسطورة البيت: العودة» | عمرو سلامة    | دينا ماهر  | 5 نوفمبر 2020      |

## موعد العرض
- أعلن الفنان أحمد أمين والمخرج عمرو سلامة في شهر يوليو عبر حساباتهما الرسمية على مواقع التواصل الاجتماعي عن انتهاء تصوير مسلسل ما وراء الطبيعة من إنتاج شبكة نتفليكس العالمية.
- عُرض المسلسل على شبكة نتفليكس في 5 نوفمبر 2020.

## ردود الفعل
بعد إثارة الجدل عند الإعلان عن المسلسل، حيث كان من المتخوف ألا يكون المسلسل على نفس الدرجة الفنية من الرواية، لكن على العكس تماما، تلقى المسلسل ردود فعل إيجابية جدا وإشادات واسعة من الجمهور في يوم عرضه على شبكة نتفليكس، وتصدر اسم المسلسل موقع البحث جوجل، كما تصدر هاشتاغ «ما وراء الطبيعة» موقع التغريدات (تويتر) لفترة.
لم تتوقف الإشادات عند الجمهور وحسب، بل تلقى أيضا إشادة من بعض الكتاب مثل أحمد مراد، ومن نجوم كبار مثل: هند صبري وآسر ياسين وغيرهم.
وفي 7 نوفمبر (بعد إصداره بيومين) وفي سابقة الأولى من نوعها، دخل المسلسل قائمة أفضل 250 على قاعدة بيانات الأفلام على الإنترنت IMDB، وأبرز بطل المسلسل أحمد أمين ذلك على حسابه الرسمي على تويتر.

## على الهامش
- سيقوم المسلسل بتصوير الأحداث الخارقة للطبيعة بشكل مذهل باستخدام تقنيات ومؤثرات بصرية قوية في مرحلة ما بعد الإنتاج، وبما يتكامل مع الأداء المتميز للممثلين.
- المسلسل ثاني تعاون بين محمد حفظي وعمرو سلامة بعد فيلم (زي النهاردة).
- يعتبر ثاني إنتاج مقتبس من روايات أحمد خالد توفيق للمنتج محمد حفظي بعد مسلسل (زودياك).
- يعتبر العمل بمثابة تنفيذ لوعد سابق قطعه المخرج عمرو سلامة للكاتب أحمد خالد توفيق بتحويل الروايات لمسلسل تلفزيوني قبل رحيل الأخير في عام 2018.
- أول إنتاج لشبكة نتفليكس في مصر، وثالث إنتاجاتها في الوطن العربي بعد مسلسل مدرسة الروابي للبنات من إنتاج تيما الشوملي، ومسلسل جن.
- أول مسلسل عربي من إنتاج نتفليكس مبني أحداثه على رواية.[10]

## وصلات خارجية
- ما وراء الطبيعة على موقع IMDb (الإنجليزية)
- ما وراء الطبيعة على موقع روتن توميتوز (الإنجليزية)
- ما وراء الطبيعة على موقع نتفليكس (الإنجليزية)
- ما وراء الطبيعة على موقع قاعدة بيانات الأفلام العربية
- ما وراء الطبيعة على موقع ليتربوكسد (الإنجليزية)
- ما وراء الطبيعة على موقع كينوبويسك (الروسية)
- ما وراء الطبيعة على موقع قاعدة بيانات الفيلم (الإنجليزية)